# Хэйес, Боб
Роберт Ли Хэйес (англ. Robert Lee Hayes; 20 декабря 1942, Джексонвилл, Флорида — 18 сентября 2002, Джексонвилл, Флорида) — американский легкоатлет, который специализировался в беге на короткие дистанции, а после завершения легкоатлетической карьеры профессионально играл в американский футбол.

## Биография
Олимпийский чемпион 1964 года по бегу на 100 метров и в эстафете 4×100 метров.
Экс-рекордсмен мира в беге на 100 ярдов, 100 метров и в эстафете 4×100 метров.
После олимпийских побед в Токио завершил выступления в лёгкой атлетике. В течение 1965—1975 годах играл в американский футбол в Национальной футбольной лиге, выигрывал Супербоул.